# Paramicromerys
Paramicromerys là một chi nhện trong họ Pholcidae.

## Các loài
Các loài trong chi này gồm:
- Paramicromerys betsileo Huber, 2003
- Paramicromerys coddingtoni Huber, 2003
- Paramicromerys combesi (Millot, 1946)
- Paramicromerys madagascariensis (Simon, 1893)
- Paramicromerys mahira Huber, 2003
- Paramicromerys manantenina Huber, 2003
- Paramicromerys marojejy Huber, 2003
- Paramicromerys megaceros (Millot, 1946)
- Paramicromerys nampoinai Huber, 2003
- Paramicromerys quinteri Huber, 2003
- Paramicromerys rabeariveloi Huber, 2003
- Paramicromerys ralamboi Huber, 2003
- Paramicromerys rothorum Huber, 2003
- Paramicromerys scharffi Huber, 2003